# بيتا مون
بيتا مون (بالإنجليزية: Beata Moon)‏ هي ملحنة وعازفة بيانو أمريكية، ولدت في 1969.

## وصلات خارجية
- الموقع الرسمي
- بيتا مون على موقع IMDb (الإنجليزية)
- بيتا مون على موقع ميوزك برينز (الإنجليزية)